# 2'-idrossidaidzeina reduttasi
La 2'-idrossidaidzeina reduttasi è un enzima appartenente alla classe delle ossidoreduttasi, che catalizza la seguente reazione:
2′-idrossi-2,3-diidrodaidzeina + NADP+ ⇄ 2′-idrossidaidzeina + NADPH + H+
Nella reazione inversa, un 2′-idrossiisoflavone (la 2′-idrossidaidzeina) è ridotto ad un isoflavanone. Agisce anche sulla 2′-idrossiformononetina e, seppure in modo meno efficiente, sulla 2′-idrossigenisteina. È coinvolto nella sintesi della fitoalessina gliceollina. Gli isoflavoni biocianina A, daidzeina e genesteina così come i flavonoidi apigenina, kaempferolo e quercetina non possono essere invece substrati dell'enzima.